# Tolpanlampi
Tolpanlampi är en sjö i kommunen Kuhmo i landskapet Kajanaland i Finland. Arean är 49 hektar och strandlinjen är 5,61 kilometer lång. Sjön  ingår i Uleälvens huvudavrinningsområde.   Den ligger omkring 88 kilometer öster om Kajana och omkring 520 kilometer nordöst om Helsingfors. 